# Cliff Fagan
Clifford B. Fagan (Mankato, 3 marzo 1911 – 18 gennaio 1995) è stato un arbitro di pallacanestro e dirigente sportivo statunitense, membro del Naismith Memorial Basketball Hall of Fame dal 1984 in qualità di contributore.
È stato segretario del "National Basketball Rules Committee" dal 1958 al 1977; nello stesso periodo ha ricoperto l'incarico di segretario esecutivo della "National Federation of High School Athletic Associations". Ha fatto parte del "Board of Directors" del Comitato Olimpico degli Stati Uniti per quindici anni (1961-1976).
Fagan ha presieduto il Naismith Memorial Basketball Hall of Fame dal 1966 al 1972.